# Alfred Bachelet
Alfred Georges Bachelet (* 26. Februar 1864 in Paris; † 10. Februar 1944 in Nancy) war ein französischer Komponist, Dirigent und Musikpädagoge.
Bachelet studierte am Conservatoire de Paris bei Ernest Guiraud und gewann 1890 mit der Kantate Cléopâtre nach einem Text von Fernand Beissier den Zweiten Premier Grand Prix de Rome. Er wurde dann Chorleiter, 1907 Chefdirigent an der Pariser Oper. 1919 wurde er Nachfolger von Guy Ropartz als Leiter des Konservatoriums von Nancy und hatte die Stelle bis zu seinem Tode 1944 inne. 1929 nahm er den Platz von André Messager als Mitglied der Académie des Beaux-Arts ein. 1937 wurde er assoziiertes Mitglied der Königlichen Akademie der Wissenschaften und Schönen Künste von Belgien (Classe des Beaux-Arts).
Bachelet komponierte drei Opern, sinfonische und chorsinfonische Werke, ein Ballett, Chorwerke und Lieder. Seine Tondichtung Sûryâh wurde von dem Musikkritiker Gustave Samazeuilh als Schlüsselwerk der französischen Musik in der Zeit des Zweiten Weltkrieges bezeichnet. International berühmt wurde sein Lied Chère nuit (1897), das er für die Sängerin Nellie Melba komponiert hatte.

## Werke
- Chère nuit, Lied, 1897
- Scemo, Oper, 1914
- Quand la cloche sonnera (Libretto von Yoris d’Hausewick und Pierre de Waltyne), Oper UA 1922
- Un jardin sur l’oronte (Libretto von Franc-Nohain nach Maurice Barrès), Oper, UA 1932
- Fantaisie nocturne, Ballett
- Sûryâh, sinfonische Dichtung